# Seututie 561
Pour les articles homonymes, voir Route 561.
La route régionale 561 (finnois : Seututie 561) est une route régionale allant de Pielavesi  jusqu'à Kiuruvesi en Finlande.

## Description
La route régionale 561 est une route de la Savonie du Nord. 
La route relie Pajuskylä de Pielavesi au centre-ville de Kiuruvesi.
La Seututie 561 sert de rue principale au centre de Kiuruvesi.

## Parcours
- Pajuskylä
- Pielavesi
- Sammalisenlahti
- Kirkkosaari
- Levälahti
- Piekkälänniemi
- Vaaraslahti
- Pyöreinen
- Sulkavanjärvi
- Heinäkylä
- Ruutana
- Ponginperä
- Hautakylä
- Savikko
- Gare de Kiuruvesi
- Kiuruvesi